# マラバール演習

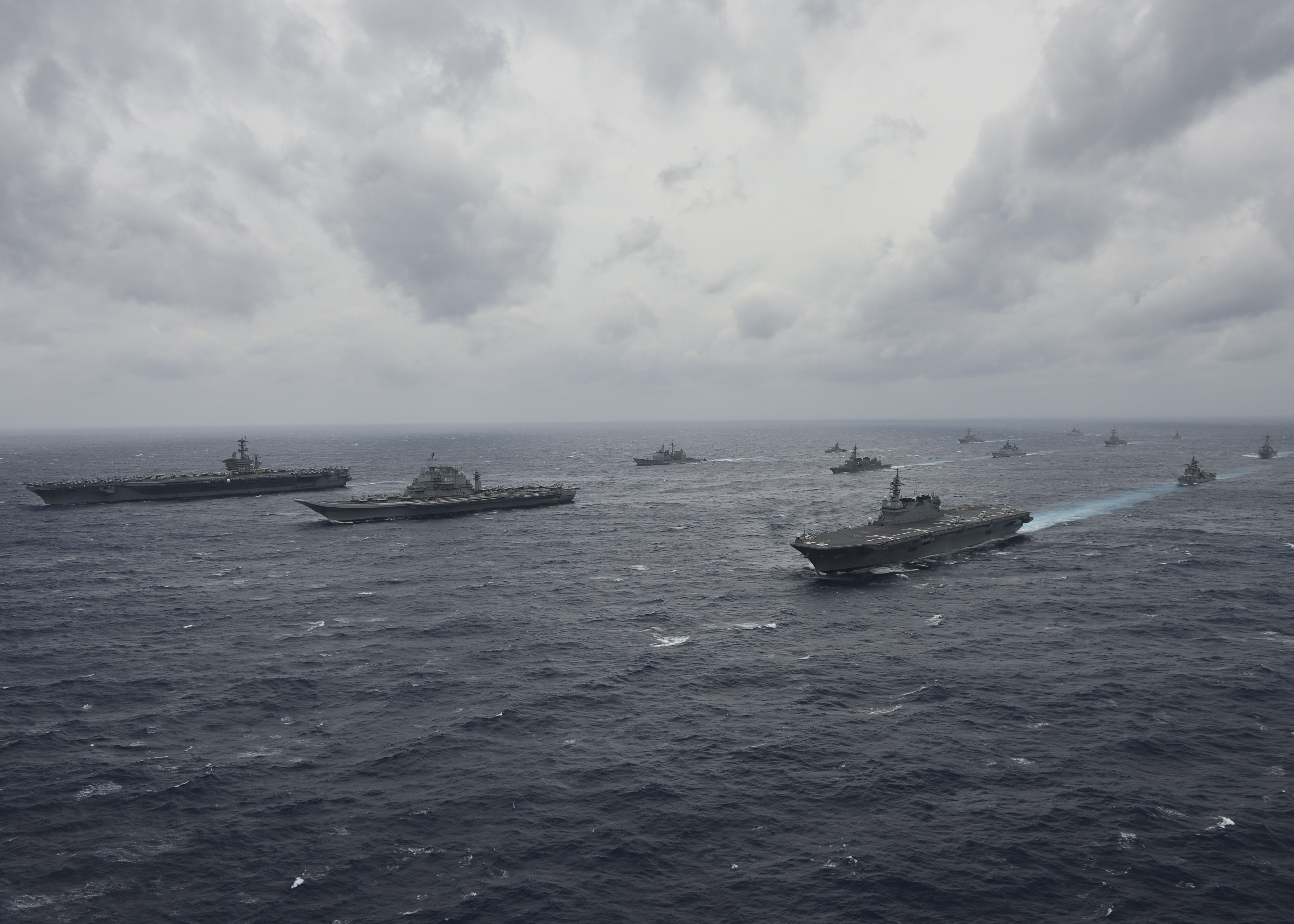
ベンガル湾を航行する（奥から順に）アメリカ、インド、日本の艦船

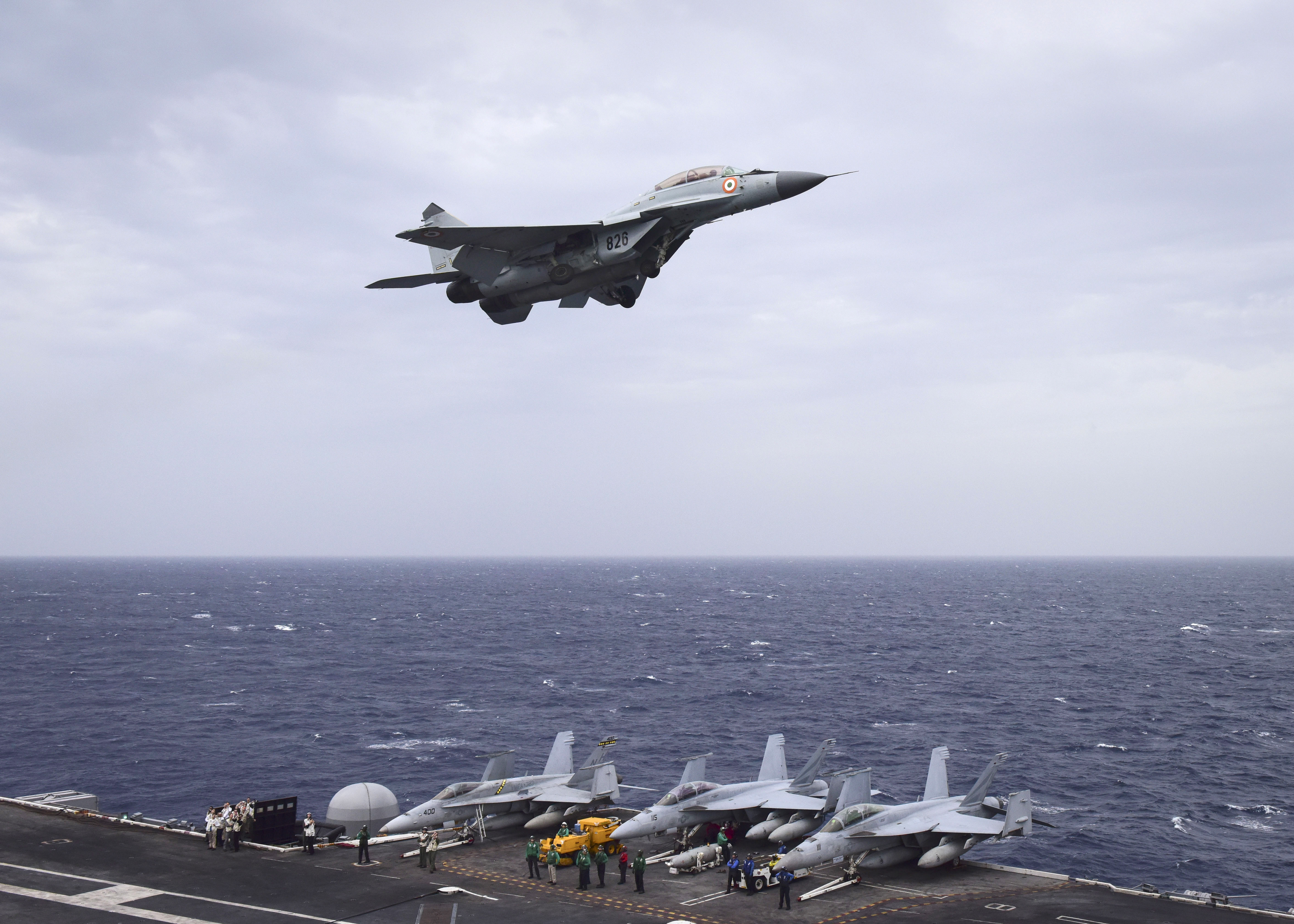
USSニミッツの上を飛ぶインド海軍のMiG-29K

マラバール演習 (マラバールえんしゅう、英語: Exercise Malabar) は、アメリカ合衆国、日本、インドが恒久的なパートナーとして参加する、3か国の海軍演習。最初は1992年に、米印2か国間の演習として始まり、2015年に日本が常在するパートナーとなった。過去の非常任参加国はシンガポールやオーストラリアを含む。例年のマラバール演習は、海上阻止行動を通じた航空母艦からの戦闘機運用から、対潜戦、潜水救助作戦、水陸作戦、対海賊作戦、クロスデッキしたヘリコプター着艦、対空戦闘作戦などの多様な活動を含む。
2020年の演習でのオーストラリア参加に伴い、QUADとして知られるグループの全ての国が軍事的に関与したのは13年振りのこととなった。

## 歴史
マラバール1と呼ばれた最初の海軍演習は、1992年5月に米印間で開催された。演習は、追い越し演習や基本機動を含む初歩的なレベルだった。インドが核実験をした後に、アメリカが演習を中断した1998年までに3回の演習が実施された。しかし、国際的なテロリズムに対するジョージ・W・ブッシュの運動にインドが参画したアメリカ同時多発テロ事件後に、アメリカは軍事交流を再開した。
何年にも亘り、演習はフィリピン海、日本の沖合、ベンガル湾、アラビア海にて実施されてきた。
| 回 | 年   | 参加国                                                                             | 演習海域                        | 出典   |
| -- | ---- | ---------------------------------------------------------------------------------- | ------------------------------- | ------ |
| 1  | 1992 | インドの旗 · アメリカ合衆国の旗                                                    | インド西部沿岸                  | [ 2 ]  |
|    | 1995 | インドの旗 · アメリカ合衆国の旗                                                    | ペルシャ湾                      | [ 2 ]  |
|    | 1996 | インドの旗 · アメリカ合衆国の旗                                                    | インド西部沿岸                  | [ 2 ]  |
| 5  | 2002 | インドの旗 · アメリカ合衆国の旗                                                    | アラビア海                      | [ 7 ]  |
| 6  | 2003 | インドの旗 · アメリカ合衆国の旗                                                    | インド西部沿岸                  | [ 2 ]  |
| 7  | 2004 | インドの旗 · アメリカ合衆国の旗                                                    | インド西部沿岸                  | [ 2 ]  |
| 8  | 2005 | インドの旗 · アメリカ合衆国の旗                                                    | インド西部沿岸                  | [ 2 ]  |
| 9  | 2006 | インドの旗 · アメリカ合衆国の旗 · カナダの旗                                       | インド西部沿岸                  | [ 2 ]  |
| 10 | 2007 | インドの旗 · アメリカ合衆国の旗                                                    | フィリピン海                    | [ 2 ]  |
| 11 | 2007 | インドの旗 · アメリカ合衆国の旗 · 日本の旗 · オーストラリアの旗 · シンガポールの旗 | ベンガル湾                      | [ 2 ]  |
| 12 | 2008 | インドの旗 · アメリカ合衆国の旗                                                    | アラビア海                      | [ 2 ]  |
| 13 | 2009 | インドの旗 · アメリカ合衆国の旗 · 日本の旗                                         | 日本                            | [ 2 ]  |
| 14 | 2010 | インドの旗 · アメリカ合衆国の旗                                                    | インド西部沿岸                  | [ 2 ]  |
| 15 | 2011 | インドの旗 · アメリカ合衆国の旗 · 日本の旗                                         | 日本                            | [ 2 ]  |
| 16 | 2012 | インドの旗 · アメリカ合衆国の旗                                                    | ベンガル湾                      | [ 2 ]  |
| 17 | 2013 | インドの旗 · アメリカ合衆国の旗                                                    | インド西部沿岸                  | [ 2 ]  |
| 18 | 2014 | インドの旗 · アメリカ合衆国の旗 · 日本の旗                                         | 日本                            | [ 2 ]  |
| 19 | 2015 | インドの旗 · アメリカ合衆国の旗 · 日本の旗                                         | ベンガル湾                      |        |
| 20 | 2016 | インドの旗 · アメリカ合衆国の旗 · 日本の旗                                         | フィリピン海                    |        |
| 21 | 2017 | インドの旗 · アメリカ合衆国の旗 · 日本の旗                                         | ベンガル湾                      | [ 8 ]  |
| 22 | 2018 | インドの旗 · アメリカ合衆国の旗 · 日本の旗                                         | フィリピン海                    | [ 9 ]  |
| 23 | 2019 | インドの旗 · アメリカ合衆国の旗 · 日本の旗                                         | 日本                            | [ 10 ] |
| 24 | 2020 | インドの旗 · アメリカ合衆国の旗 · 日本の旗 · オーストラリアの旗                    | (1) ベンガル湾 (2) アラビア海   | [ 11 ] |
| 25 | 2021 | インドの旗 · アメリカ合衆国の旗 · 日本の旗 · オーストラリアの旗                    | (1) フィリピン海 (2) ベンガル湾 | [ 12 ] |

## 2002年から2012年

### 2002年
2002年の演習は、艦船同士の基本的な追越し機動、対潜兵器演習、洋上補給の訓練などで構成された。

### 2003年
マラバール2003では、アメリカ海軍のフィッツジェラルド、チョーシン、潜水艦パサデナ、インド海軍のブラーマプトラ (フリゲート)、ガンガ (フリゲート)、シャルキ (潜水艦)と航空機が対潜戦戦術を実施した。

### 2004年
2004年のマラバールの参加艦船は、ポール・フォスター (駆逐艦)、アレクサンドリア、ロサンゼルス級原子力潜水艦、海上哨戒機P-3 オライオン、SH-60 シーホークLAMPSのような先進的資産を含んだ。これにより両海軍は、対潜戦協力のための重要な能力である、潜水艦慣熟演習に従事できた。

### 2005年
2005年のマラバール演習は、原子力空母ニミッツとヴィラートの参加が特徴付けた。開催月間中の米印海軍は、合同での潜水救難作戦から、模擬戦闘にて両軍が戦闘する24時間の海上シミュレーションまで、多種多様の任務に共同で取り組んだ。

### 2006年
2006年には、揚陸艦、巡洋艦、駆逐艦を含む13隻と、原潜プロビデンス、第15海兵隊遠征部隊からのアメリカ海兵隊から成るボクサーの遠征打撃群 (BOXESG) 、カナダ海軍のフリゲートオタワ (フリゲート)が演習に参加した。遠征打撃群が演習を率いる初めてのことであった。アメリカ沿岸警備隊(en:High endurance cutter) とインドのサマル級巡視船の追加は、海洋法を施行する2ヶ国間の沿岸警備訓練の情報交換、対海賊作戦、汚染制御、捜索救難、船舶臨検 (VBSS) の支援などを可能にした。第二段階では、BOXESGはムンバイやゴアを含む複数のインドの港に立ち寄った。その寄港はBOXESGに、インド文化を体験し、補給をし、ハビタット・フォー・ヒューマニティー計画を支援する機会を提供した。訪問は、将来のマラバール演習や3ヶ国の軍の間の相互運用性を議論する機会を指揮官達に与えた。

### 2007年

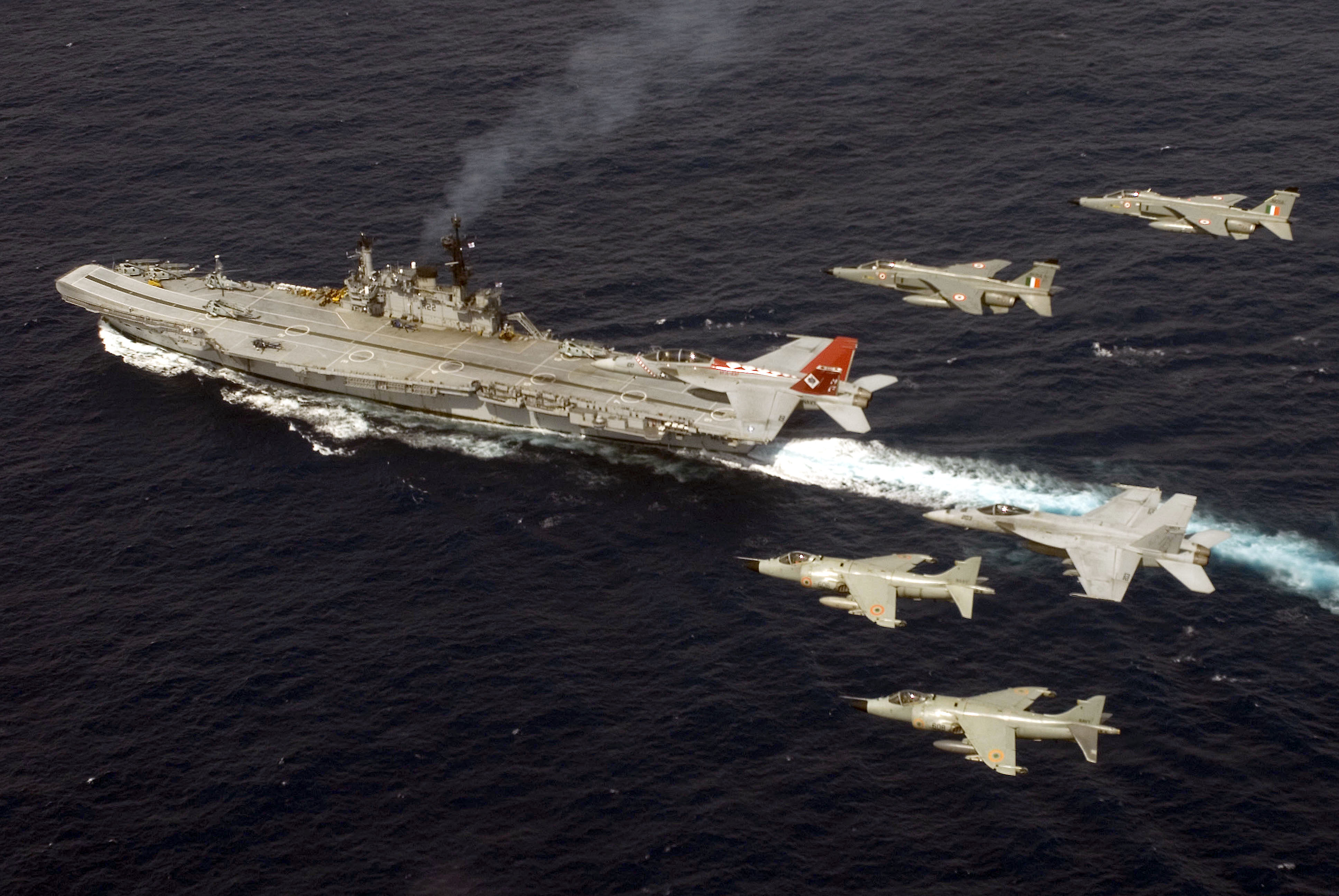
2007年の演習でインド海軍の空母ヴィラートの上空を飛ぶ、インド空軍のSEPECAT ジャギュアの編隊飛行に加えた、インド海軍のBAe シーハリアーとアメリカ海軍のF/A-18 スーパーホーネット

マラバール2007は、初めてインド洋の外、日本の沖縄で開かれた。
迎撃と模擬空中戦闘演習の上、水上及び対潜戦、対海賊及び海上での他の非国家型行動を無効化するための、海上阻止行動とVBSS作戦を特徴とした。9月4日、ベンガル湾での海軍演習はインド、アメリカ、日本、オーストラリア、シンガポールからの25隻を含んだ。25隻を含むこの規模の合同演習が実施されたのは、これが初めてのことだった。かつて米印2国間の関与であった当演習は、初めて拡大した。
米印原子力協力について首相のマンモハン・シンの政権を批判してきたインドの左翼戦線は、演習を2国間の成長する緊密さのもう一つの兆候と見做して熱烈に抗議した。かつて、インド政府は、演習の延期或いは中止を検討していたと知られているが、インド海軍が、関連する物流が如何なる遅れも許さないと主張し譲らなかった。
演習に公式なコメントをしなかった中国は、初めてベンガル湾にて演習が実施されたので、それに対して不愉快であったことで知られていた。中国はベンガル湾のアクセス権を得るため、バングラデシュとミャンマーとの海軍協力を醸成しており、スリランカと軍事協力を強めてきていた。6月に中国は、インド、アメリカ、日本、オーストラリアに、4者イニシアチヴと称されるその4ヶ国会談に関しての詳細を要求し、「外交照会」を発令した。インドとオーストラリアは、安全保障と国防の問題は会談の議事録の一部を形成するものではないと、直ちに北京に保証した。
マラバール2007の間の米海軍は、6月にチェンナイに寄港した時に抗議を受けた原子力空母ニミッツを含む、13隻を伴う最大の代表であった。他の艦船は慣習的に、空母キティホーク、原子力潜水艦シカゴと2隻の誘導ミサイル巡洋艦、6隻の誘導ミサイル駆逐艦を含んだ。空母ヴィラートを含む8隻の軍艦がインド海軍を代表した。その他の艦船はマイソール (ミサイル駆逐艦)、ラーナ、ランジート、補給艦ジョティとクタル (コルベット)であった。ヴィラートのBAe シーハリアーとウェストランド シーキング、インド空軍のSEPECAT ジャギュアも参加した。オーストラリアはフリゲートと補給艦1隻ずつ、日本は護衛艦2隻、シンガポールはフリゲート1隻により代表された。

### 2008年
10月19日からの12回目となる2008年のマラバール演習は、アラビア海にて実施された。マラバール2008の目的は、海上阻止に特に重点を置いた、米印間の向上した相互運用性の促進であり、対海賊、対テロ作戦を含んだ。インド海軍西方艦隊を指揮するアニル・チョプラ海軍少将は下記のように言及する。
「人道支援、災害救助任務、海上保安及び海賊問題にとって非常に重要な、我々両海軍の相互運用性をこれが大幅に高める」
ロナルド・レーガンの第七空母打撃群には、高速戦闘支援艦ブリッジ、攻撃原潜スプリングフィールド、P-3哨戒機が加わった 。インド海軍の部隊はムンバイ (ミサイル駆逐艦)とラーナ、誘導ミサイルフリゲートのタルワル (フリゲート)、ゴダヴァリ (フリゲート)、ブラーマプトラ、ベトワ (フリゲート)、補給艦アディティアと通常動力型のシシュマール級潜水艦が含まれた。

### 2009年
4月29日から5月3日に日本の沖合で開催されたマラバール2009にて、インド海軍、海上自衛隊、米海軍は、彼等の海上パートナーシップを拡大した。
マラバール2009の特徴は、VBSS技術、水上戦闘の機動、対潜戦、艦砲訓練、防空であった。
インドからの艦船には駆逐艦ムンバイ、カンジャール (フリゲート)、駆逐艦ランヴィール、補給艦ジョティを含んだ。日本からの参加艦船はくらまとあさゆきであった。アメリカからはブルー・リッジ、フィッツジェラルド、チェイフィー、シーウルフが参加した。

### 2010年
インド海軍により開かれたマラバール2010を始めるため、4月23日にインドのゴアに、アメリカ海軍第七艦隊の艦船、潜水艦、航空機が到着した。
「アメリカ海軍とインド海軍は、この地域での安全保障と安定性を確保するため、お互いの欲求を共有する自然なパートナーであり友人だ。」と、第七艦隊の戦闘部隊司令Kevin M. Donegan海軍少将は述べた。「マラバールのような最高級の演習は、我々両者の熟練の海軍部隊の間で、我々の成長していく関係性と相互運用性を強める。」
海上で実施された訓練は、水上戦と対潜戦、連係した艦砲演習、防空、VBSS演習を含んだ。海軍兵達は陸海での専門職の情報交換や議論に参加した。ゴアでの港湾訪問中の海軍士官らは社会奉仕計画に参画した。
この回のマラバール演習に参加したアメリカ軍部隊は、タイコンデロガ級誘導ミサイル巡洋艦シャイロー、アーレイバーク級ミサイル駆逐艦ラッセンとチェイフィー、オリバー・ハザード・ペリー級誘導ミサイルフリゲートのカーツ、ロサンゼルス級攻撃原潜アナポリス、P-3 オライオン、SH-60 シーホーク、SEALs特殊部隊の分遣を含んだ。

### 2011年

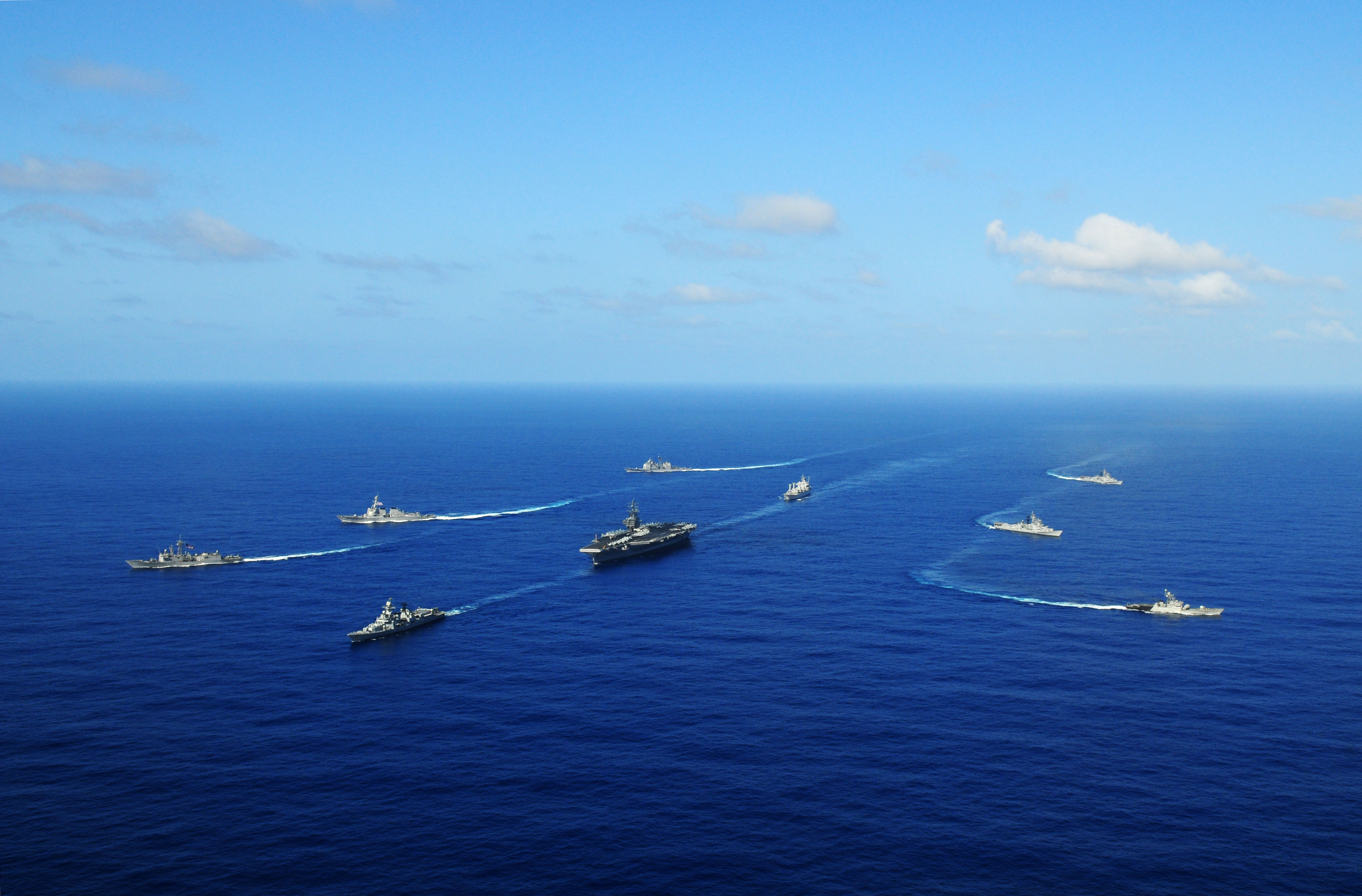
アメリカの空母打撃群ロナルド・レーガンとインド海軍

4月2日から10日にかけてのマラバールの一連の演習は、沖縄沖にて開かれた。ベンガル湾で開催された5ヶ国の海軍演習の全参加国に対し、中国が2007年に政策変更したのち、インドは演習へより多くの国を巻き込むのを止めていた。2009年の日本の参加に伴う政治的な動揺は起きず、インドはもう一度、海上自衛隊の参加を認める考えに賛同できた。
マラバール2011には第七空母打撃群が参加した。米海軍の部隊は主に、誘導ミサイル駆逐艦のスタレットとステザム、誘導ミサイルフリゲートルーベン・ジェームズ、攻撃原潜サンタフェを含んだ。インド海軍の部隊は、誘導ミサイル駆逐艦のデリー (ミサイル駆逐艦)、ランヴィジャイ、ランヴィール、キルチ (コルベット)と補給艦ジョティを含んだ。

### 2012年

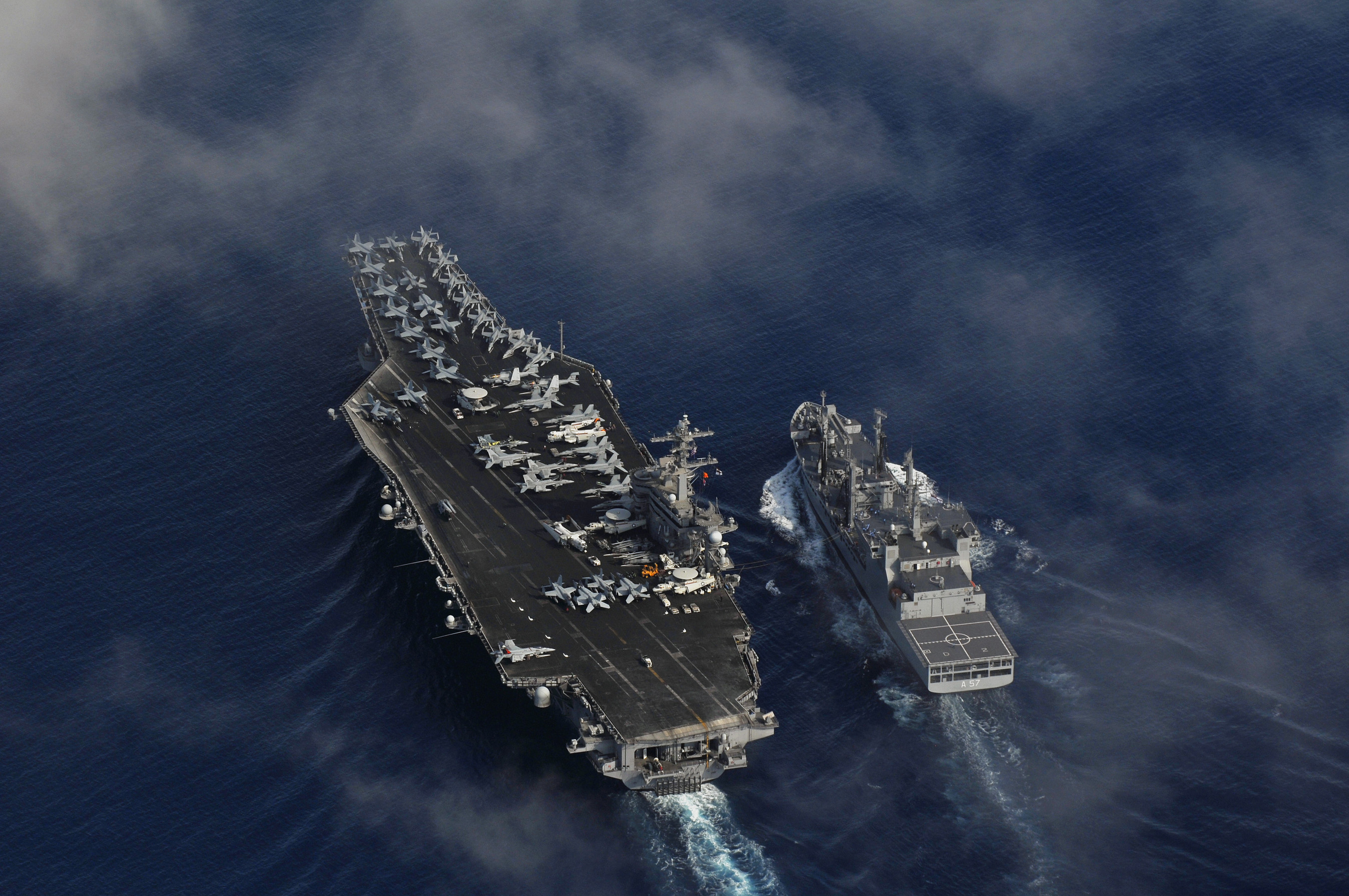
2012年の演習にて、カール・ヴィンソンに給油するシャクティ

第17空母航空団を乗せたカール・ヴィンソンから成る米海軍の第一空母打撃群、タイコンデロガ級誘導ミサイル巡洋艦バンカーヒル、アーレイバーク級誘導ミサイル駆逐艦ハルゼーが10日間の演習に参加した。軍事海上輸送司令部の高速戦闘支援艦ブリッジも、演習のため支援を提供した。
サトプラ (フリゲート)、ランヴィール、ランヴィジャイ、クリシュ (コルベット)は、補給艦シャクティと共にインド海軍を代表した。

## 2013年以降

### 2013年
米印両海軍の演習、マラバール2013はベンガル湾にて11月5日に始まり、11月11日まで続いた。海上フェーズにて計画された催し物は、専門職の情報交換と乗艦、通信演習、空母戦闘群の運用、交互の進軍、ヘリコプターのクロスデッキ演習、艦砲演習、船舶臨検と対潜戦を含んだ。
米海軍からの参加艦船は、アーレイバーク級誘導ミサイル駆逐艦マッキャンベルとP-3 オライオンを含んだ。インド海軍の参加艦艇は、インド国産のフリゲートシヴァリク、誘導ミサイル駆逐艦ランヴィジャイ 、海上偵察機Tu-142を含む。

### 2014年

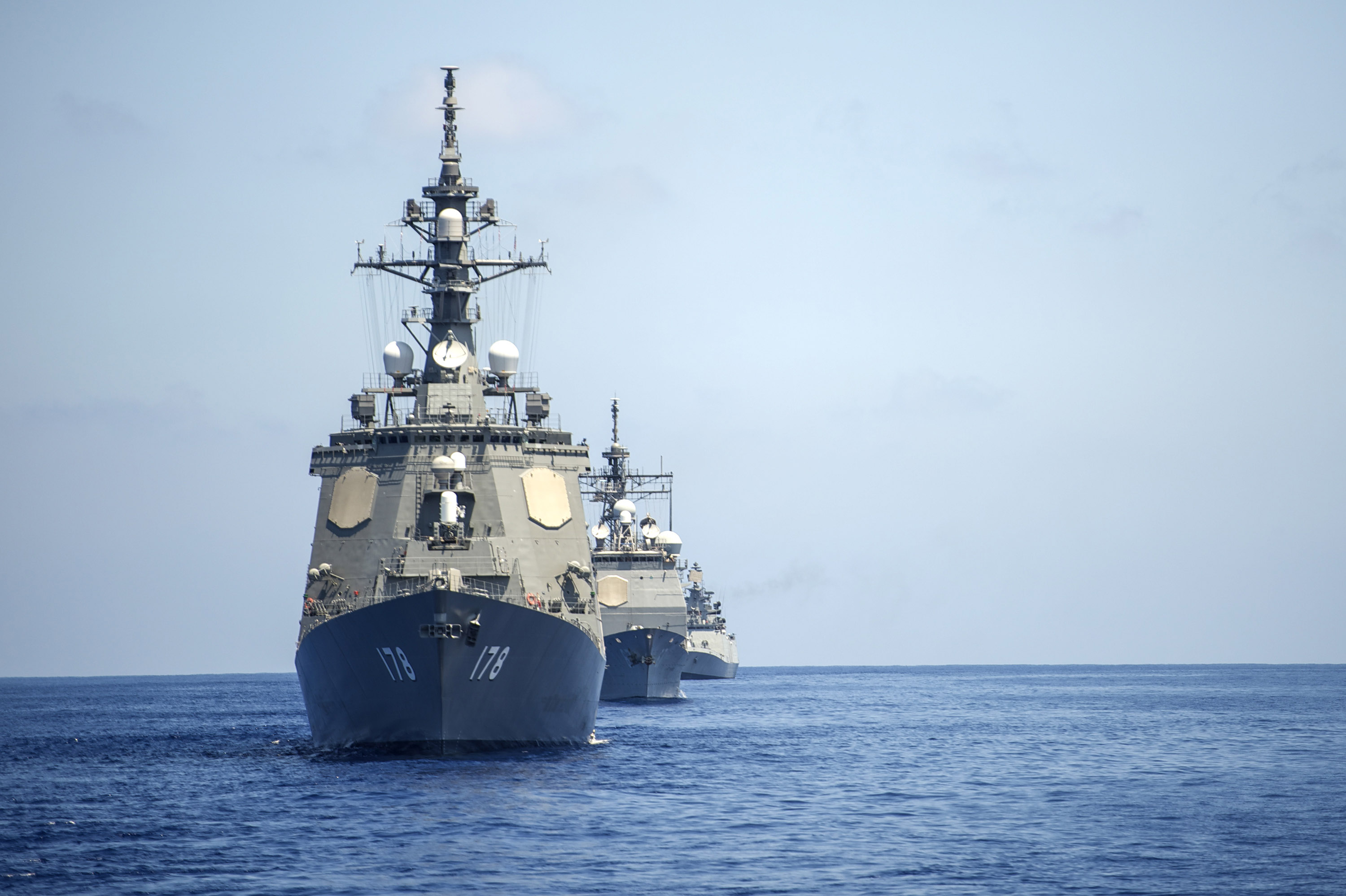
2014年の演習で並んで航行する日米印の海軍艦艇。

マラバール2014は日本の米海軍佐世保基地にて6月24日に始まった。マラバールのこの回は、インド、日本、アメリカの海軍が関わる3ヶ国のものであった。演習は空母打撃群の運用、海上哨戒、偵察作戦、対海賊作戦、VBSS作戦、捜索救難演習、クロスデッキ着艦、海上補給、艦砲と対潜戦演習、連絡将校のやり取りと乗艦を含んだ。
インド海軍は誘導ミサイル駆逐艦ランヴィジャイ、ステルスフリゲートのシヴァリク、補給艦シャクティにより代表された。海自からは2隻の護衛艦と共に、P-3哨戒機とUS-2が参加していた。米海軍からは原潜1隻、駆逐艦2隻、補給艦1隻と海上偵察機1機が参加した。ニミッツ級ジョージ・ワシントンに基づく空母打撃群1個は、演習の海上フェーズに参加した。

### 2015年
2015年1月26日、アメリカ合衆国大統領とインドの首相は、マラバール演習を格上げすることで、共同声明にて合意した。ベンガル湾で開催される演習に、インドは日本を招待した。
インド海軍は通常動力型潜水艦シンドフラージ (潜水艦)、誘導ミサイル駆逐艦ランヴィジャイ、ステルスフリゲートのシヴァリク、ベトワ (フリゲート)、補給艦シャクティが参加した。海自はふゆづき (護衛艦)を派遣した。米海軍からは原子力空母セオドア・ルーズベルト、ミサイル巡洋艦ノーマンディー、フリーダム級のフォートワース(沿海域戦闘艦)、ロサンゼルス級原潜シティ・オブ・コーパスクリスティが来た。

### 2016年
マラバール2016は6月26日に実施された。この回も日本が演習に参加した。

### 2017年

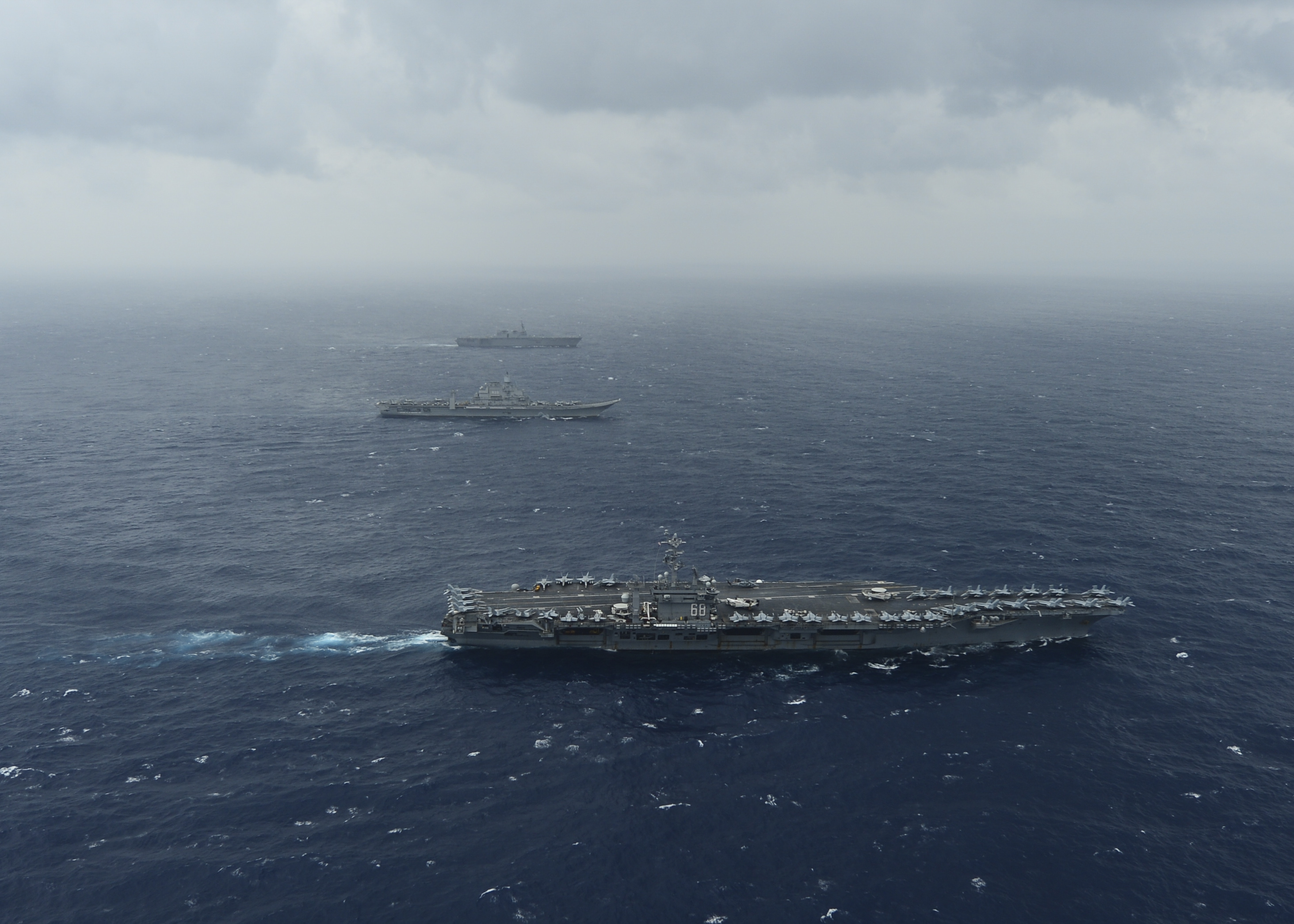
2017年の演習の間のベンガル湾にて撮影された海上自衛隊、インド海軍、アメリカ海軍の空母。

マラバール2017は21回目の演習であり、7月10日から17日まで実施された。今回はインド、アメリカ、日本からの海軍が関わった。演習は、7月10日から13日までのチェンナイにての港湾フェーズと、ベンガル湾での14日から17日までの海上フェーズを含んだ。この回は空母運用、防空、対潜戦、水上戦闘、船舶臨検 (VBSS)、捜索救難(SAR)、統合的そして戦術的手段を重視した。カルナとヴィシャーカパトナム (ミサイル駆逐艦)では、米海軍とインド海軍特殊部隊の間で合同訓練があった。合計で艦船16隻と潜水艦2隻、航空機95機がこの演習に参加した。3隻の空母が関与する3ヶ国間での初の演習であった。
インド海軍は空母ヴィクラマーディティヤとその航空団、誘導ミサイル駆逐艦ランヴィール、インド産のステルスフリゲート艦シヴァリクとサヒャドリ (フリゲート)、カモルタ (コルベット)、コラ (コルベット)とキルパン (コルベット)、シンドゥゴーシュ級潜水艦1隻と補給艦ジョティ、P-8I ネプチューン一機により代表された。
米海軍は空母ニミッツとその航空団、誘導ミサイル巡洋艦プリンストン、3隻の誘導ミサイル駆逐艦ハワード、シャウプ、キッド、ロサンゼルス級攻撃原潜1隻とP-8A ポセイドンが参加した。
海自はいずもとその航空団、さざなみが参加した。

### 2018年
マラバール2018は、フィリピン海のグアム沖にて、6月7日から16日まで実施された。これは演習の22回目であり、初めてアメリカ領内にて開かれた。演習は二段階に分かれている。港湾フェーズはグアム海軍基地にて6月7日から10日まで、海上フェーズは6月11日から16日まで開催された。演習は陸上と海上の訓練、空母運用、海上警備と偵察作戦、訪問、乗艦、捜索、奪還作戦や専門職の情報交換に焦点を当てた。ニュースレポートに基づくと、中国に対する軍事グループとしての姿勢を取ることを避けるため、インドは演習へのオーストラリア参加を拒否した。
インド海軍は、ステルスフリゲートのサヒャドリ、コルベットのカモルタ、補給艦シャクティ、P-8I ネプチューンにより代表された。
米海軍からは、空母ロナルド・レーガンとその航空団、2隻の誘導ミサイル巡洋艦アンティータムとチャンセラーズビル、2隻の誘導ミサイル駆逐艦ベンフォードとマスティン、ロサンゼルス級攻撃原潜1隻とポセイドンP-8Aが参加した。
海自からはいせとその航空団、すずなみとふゆづき、P-1哨戒機とディーゼル型潜水艦1隻が参加した。

### 2019年

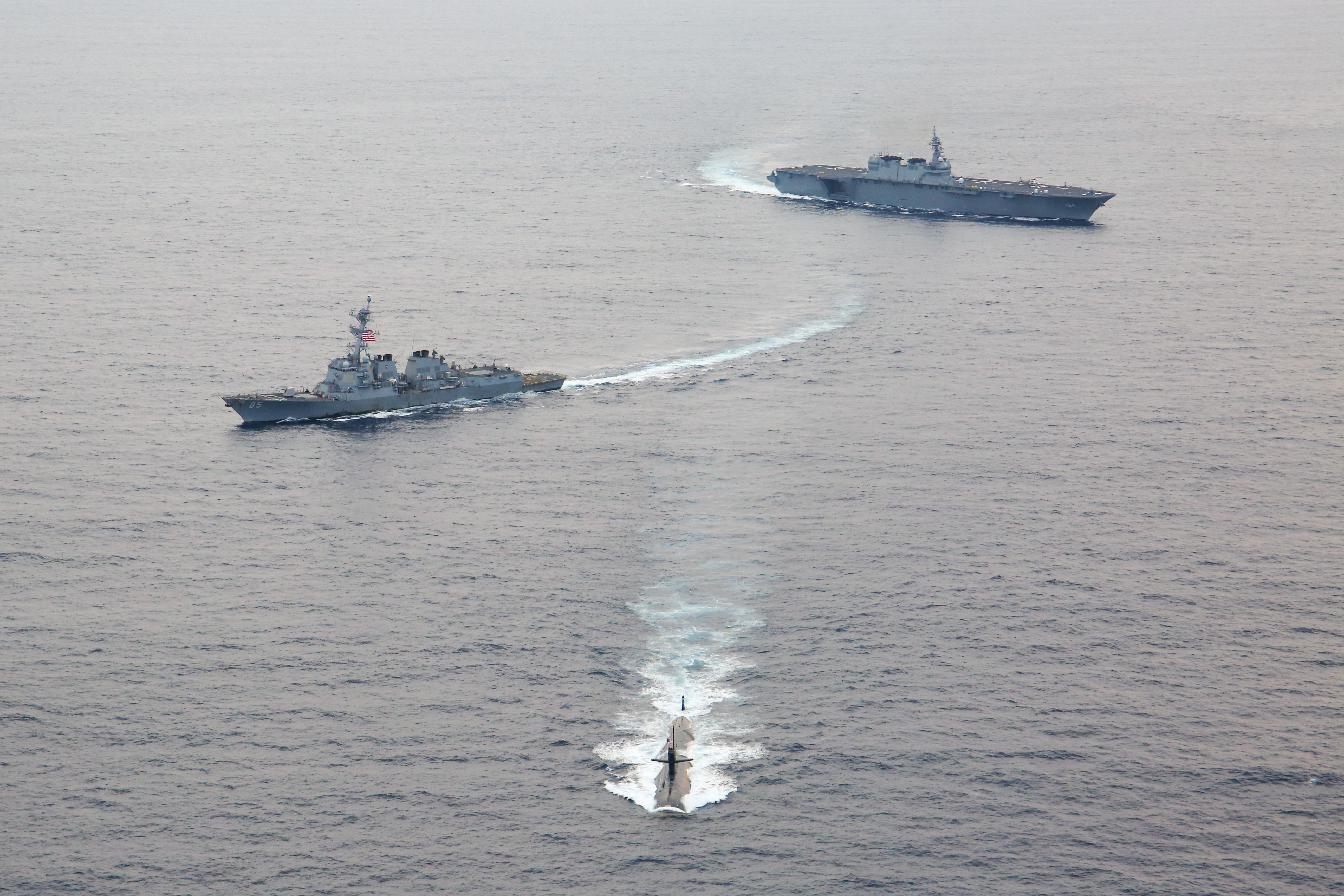
2019年の演習に参加するアメリカ、インド、日本の艦船

2019年9月2日に東京で開かれた日印防衛相協議では、ラージナート・シンインド国防相と岩屋毅防衛相が、マラバール2019は2019年9月26日から10月4日まで、日本で実施されると公表した。インド海軍は、ステルスフリゲート艦サヒャドリ、コルベット艦キルタン (コルベット)、ボーイングのP-8Iネプチューンにより代表された。
インド海軍の構成部隊は、東方艦隊を指揮する将官であり、海軍少将のスーラジ・ベリーに率られた。
米海軍は駆逐艦マッキャンベルとP-8A ポセイドンにより代表された。海自はかが、さみだれ、ちょうかい、P-1が参加した。

### 2020年

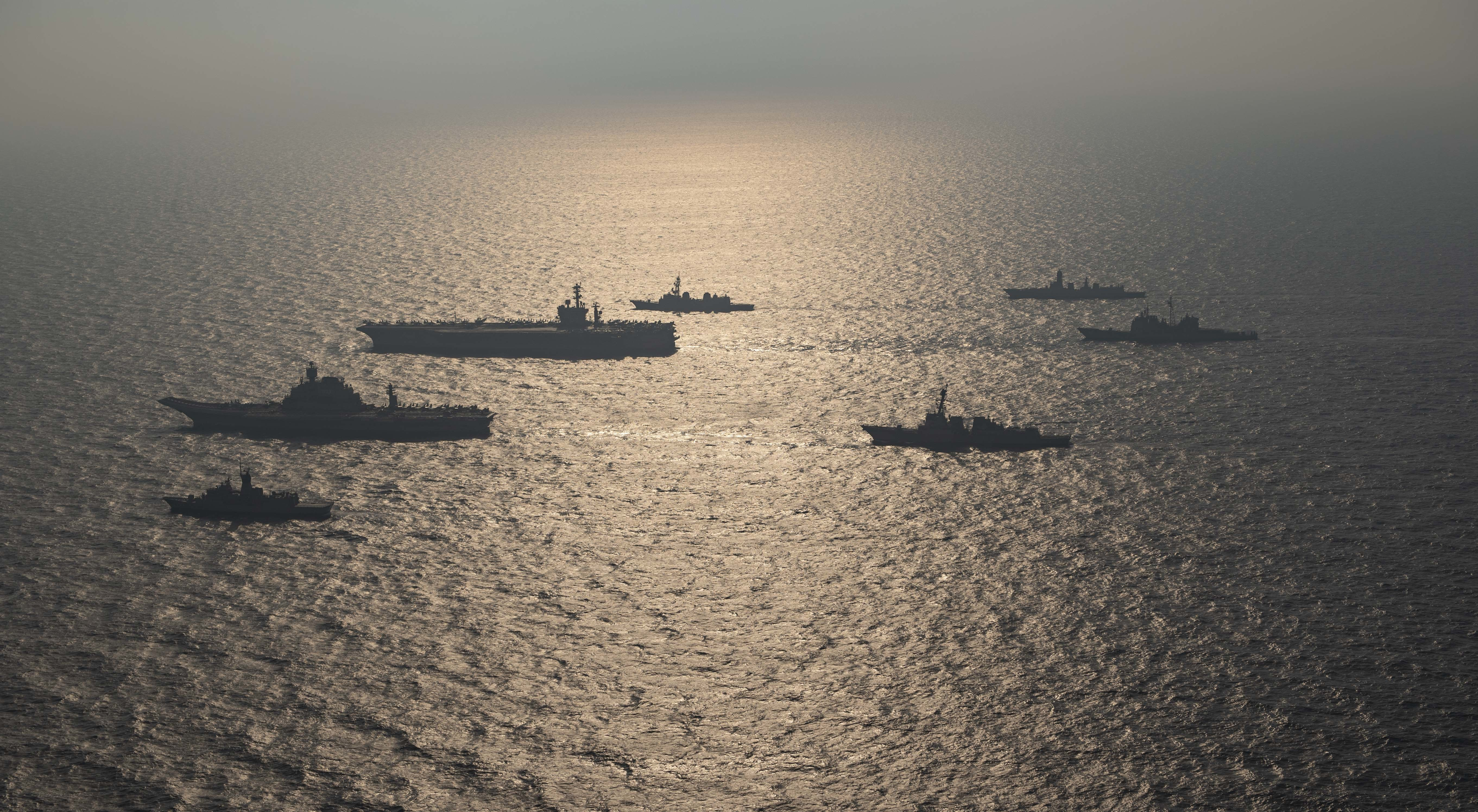
2020年の演習に参加するオーストラリア海軍、インド海軍、海上自衛隊、アメリカ海軍。

24回目となるマラバール演習は二段階構成であり、第一段階は11月3日から6日までの、ベンガル湾ヴィシャーカパトナムの沖合で、第二段階は17日から20日までのアラビア海にてであった 。マラバール2020は、新型コロナウイルス感染症の世界的流行を考慮に入れた「接触無し、海上のみ」の演習である。
自由で開かれた、ルールに基づくインド太平洋を支援することを視野に入れ、オーストラリアもマラバール演習に参加するものだと決定された。今回でQUADの全4海軍は、13年振りに合同で演習することになった。マラバール2020の第一段階での参加艦船は、ジョン・S・マケイン、シャクティ、ランヴィジャイ、シヴァリク、シンドフラージ、バララット (フリゲート)、おおなみを含む。演習第二段階の共同作戦には、ヴィクラマーディティヤとニミッツ、二個の空母戦闘群がいた。第二段階は、戦術訓練の夜間作戦、洋上補給、砲撃訓練を含んだ。
スティーブン・ビーガンアメリカ合衆国国務副長官は10月20日に、QUADは「より組織化され」、時間の経過と共にある時点で「形式化されるべき」だと発言した。

### 2021年

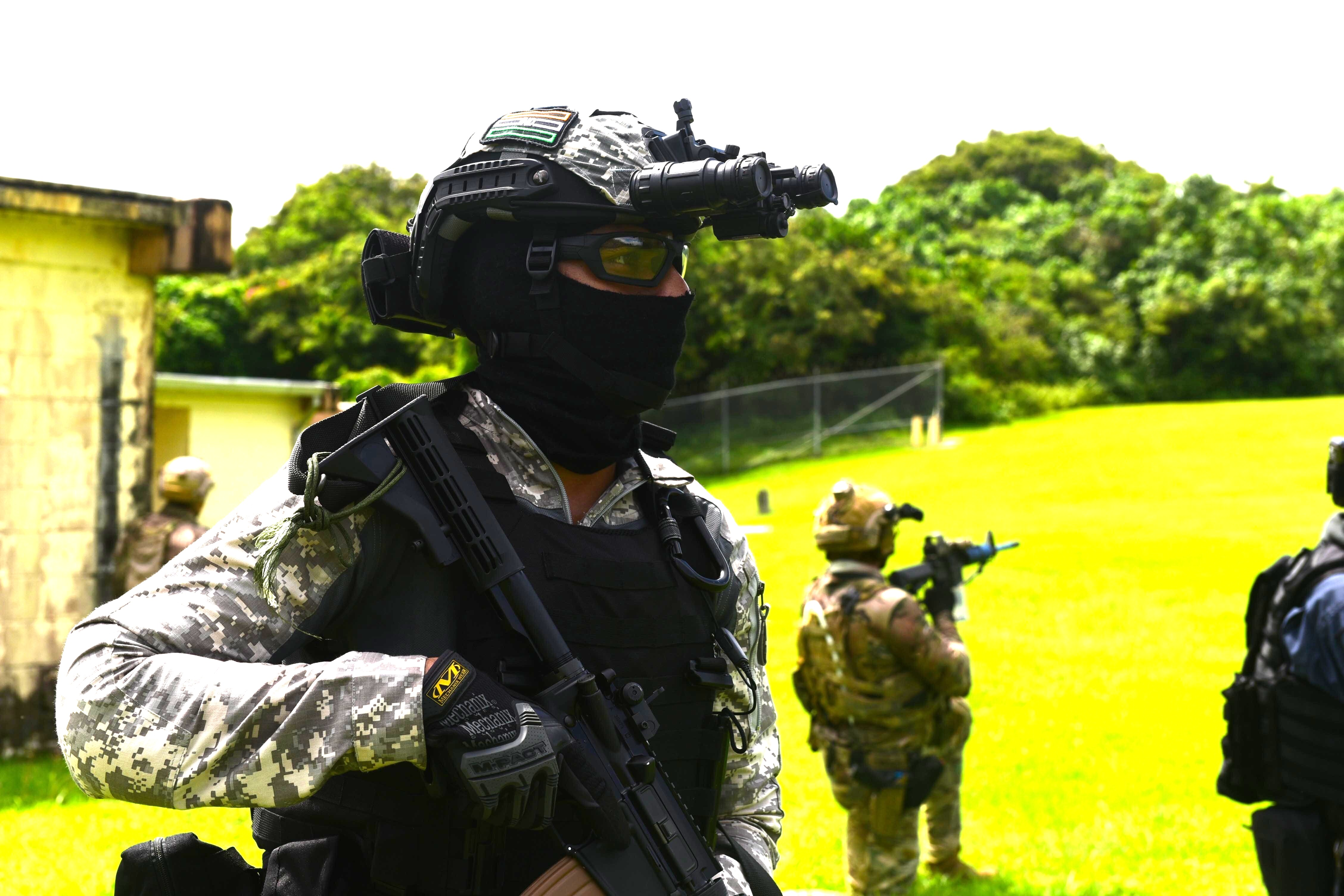
マラバール2021での市街戦訓練の様子。MARCOS、Navy SEALs、海自特殊部隊が見受けられる。

フランスが4か国に加わる方針を立て、マラバール演習の近辺で、年に一度のジャンヌ・ダルク海軍演習を計画したことが、2021年5月にサンデー・テレグラフにて報じられた。

### 国際関係
- 米中関係
- 豪印関係（英語版）
- 日印関係
- 米印関係（英語版）